# Besullo (Cangas del Narcea)

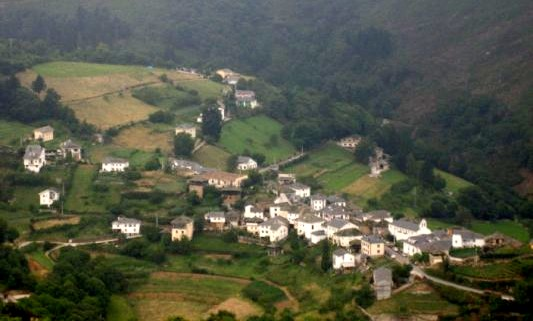

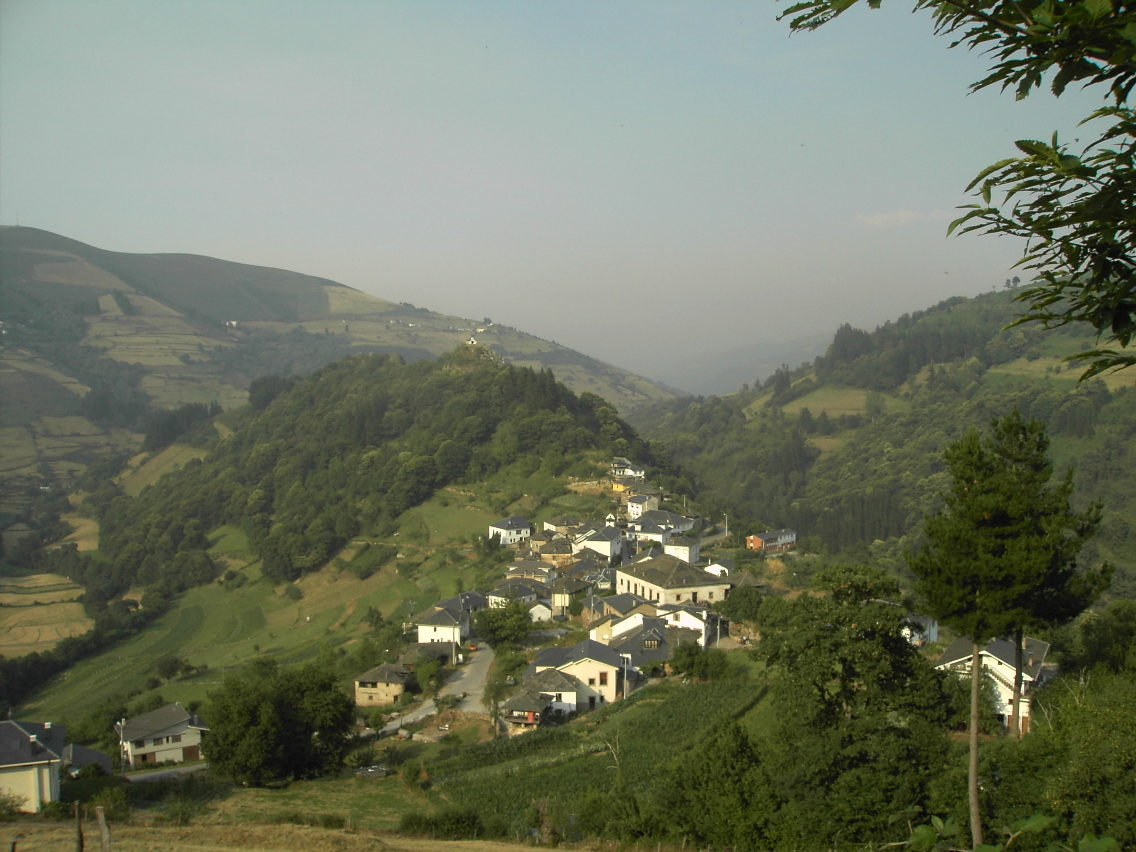

Besullo (en asturiano y oficialmente Bisuyu)

es una parroquia del concejo de Cangas del Narcea, en el Principado de Asturias (España). Alberga una población de 204 habitantes
(INE 2013)
en 91 viviendas
.
Ocupa una extensión de 20,06 km².
Está situada en la zona noroeste del concejo, a 17 km de la capital, Cangas del Narcea, y en el límite con el concejo de Allande.
Limita al norte con la parroquia del mismo nombre, en el concejo de Allande;
al oeste, con la de Trones;
al sur con la de Coto / Abanceña;
y de nuevo al sur y al oeste, con la de Las Montañas;
.
Del patrimonio de la parroquia de Besullo destacan:
- Iglesia de San Martín: Cuenta con una nave única cubierta por una bóveda de cañón. En su retablo mayor aparecen imágenes de San Martín, San Juan Bautista, Niño Jesús y San José con el Niño. Existió en sus inmediaciones un monasterio medieval preexistente del siglo XI.
- Capilla de Nuestra Señora de las Veigas: Reconstruida a principios del siglo XIX.
- Destaca un castro "pésico" sin excavar en sus inmediaciones.
- También es reseñable que durante el siglo XX hubo excavaciones o prospecciones geológicas  en búsqueda de uranio, el cual fue encontrado en una proporción destacable. Asimismo se ha encontrado hierro en proporción abundante e importantes explotaciones auríferas de origen romano en la parroquia.
- Durante el siglo XIX destaca el pueblo por tener dos confesiones religiosas, católicos y evangélicos protestantes, siendo una rareza en la comunidad autónoma asturiana. En este sentido fue sede de una de las primeras comunidades protestantes de Asturias (1871), cuyo origen se atribuye a los viajes que los "ferreiros" realizaban para vender sus productos. Esta  congregación se reunía en Casa Xuacón, muy cerca de la iglesia parroquial, para la lectura e interpretación de la Biblia.
- Es un pueblo que durante la Edad Moderna principalmente se dedicaba a la  artesanía del hierro, existiendo varios "mazos" en la comarca y multitud de fraguas.
- Fue declarado pueblo más bonito de Asturias, en época preautonómica. Y tiene uno de los mejores conjuntos de hórreos y paneras de Asturias, habiendo sido galardonado consecuentemente. Entre otras  construcciones de interés, se conservan una panera con la talla de un reloj, realizada por Gabriel Yriarte en el siglo XIX. Referencia de interés https://www.asturnatura.com/turismo/besullo/3989.html
- Durante la segunda república existió un prestigioso "centro cultural y recreativo", que desapareció tras la guerra civil.
- La población de Sanabuega (parroquia Besullo), es conocida por haber estado habitada por judíos en época medieval. Referencia Cultura de Asturias. Esta[7] documentado por el lingüista Ldo. García Arias.
- En la actualidad, quedan pocos viñedos (DO Tierra de Cangas) en la parroquia, contabilizándose menos  de diez "viñas" en el lugar, destinadas al autoconsumo.

## Localidades
Según el nomenclátor de 2013 la parroquia está formada por las poblaciones de:
- Besullo (oficialmente, en asturiano, Bisuyu)[2] (lugar): 84 habitantes.
- Cerecedo de Besullo (Zreicéu) (aldea): 33 habitantes.
- Cubo Puerto (Cupuertu) (casería): 4 habitantes.
- Faidiel (Feidiel ) (aldea): 1 habitante.
- Irrondo de Besullo (Eirrondu de Bisuyu) (aldea): 37 habitantes.
- Otriello (L'Outrieḷḷu) (aldea): 12 habitantes.
- Posada de Besullo (Pousada de Bisuyu) (aldea): 14 habitantes.
- San Romano (San Romanu de Bisuyu) (aldea): 15 habitantes.
- Sanabuega (aldea): 4 habitantes.

El lugar de Besullo se encuentra a una altitud de 540 m y dista 17 km de Cangas del Narcea, la capital del concejo. Es el pueblo natal del dramaturgo Alejandro Casona. La vivienda de su infancia se ha perdido a causa de un incendio.
Es la casa que inspiró su seudónimo "casona". Alejandro con gran añoranza recordó su pueblo natal desde su exilio en Argentina y en otras repúblicas americanas.
Durante la Segunda República y Restauración, maestros probablemente de la Institución Libre de Enseñanza, fomentaron la educación en la zona, siendo una localidad donde era habitual dicha profesión, llegando a contarse más de once maestros en alguna época. 

## Fiestas
Sus fiestas más destacadas son las que honran a Nuestra Señora de Las Veigas, a mediados de agosto (13, 14, 15 y 16). Dicha celebración reúne a cientos de personas de distintos puntos de España y es organizada por los jóvenes del pueblo.
El plano religioso consiste en una procesión cuya distancia une la iglesia del pueblo con la Capilla de Las Veigas. En esta pequeña peregrinación, varios voluntarios llevan a la Virgen apoyada en sus hombros hasta Su capilla, donde se le honra con un rito litúrgico, seguido de gaitas, sidra y alegría.
La tarde del mismo día (15 de agosto), la Virgen es devuelta a la iglesia de manos de la Peña El Furmiento (peña formada únicamente por mujeres, vetada a hombres) que organizan una sonora descarga al final de su marcha.
El día 16 comienza con una subida a la Capilla de la Magdalena, (capilla situada en lo alto de un monte, de acceso moderado y distancia corta). Tras la misa, la fiesta comienza de nuevo con la vuelta al pueblo: música, comida y juegos (tanto infantiles como adultos) comienzan a resonar hasta el atardecer.
Esa noche, a la una de la madrugada, la Peña Cuatro Picos (peña formada por hombres, vetada a mujeres) organiza una descarga de voladores que tiñen de color la última noche de fiesta del pueblo.
La "Peña del Mazo", realiza la tirada cuando llega la Virgen a la capilla de  las "Veigas".
Sin embargo, también ha de mencionarse la fiesta de "la Fumaza", celebrada durante Semana Santa y cuya sorprendente característica es una fusión de cultura pagana y religiosa (en este pueblo hay indicios de la existencia de capillas católicas y protestantes).
Durante la Fumaza, los habitantes crean una hoguera de grandes dimensiones que comienza a arder en el frío de la noche. Posteriormente es bendecida por el párroco y entonces todos los fieles, acompañados de sus velas, las encienden de la santa lumbre o de la vela de un vecino. Un acto de unión y alegría que se celebra desde tiempos inmemoriales y que culmina con cánticos religiosos y la posterior fiesta popular, donde todos, religiosos y paganos, jóvenes y ancianos, se reúnen para celebrar con alegría una fiesta que el resto de España tiñe de luto.
Sus instalaciones turísticas incluyen visitas guiadas por el pueblo y diversos bares plagados de diversión dispuestos a acoger a cualquier amante de lo montañés. 
Durante el siglo XX, parte de sus habitantes se dedicaban a la hostelería, habiendo 5 establecimientos de renombre en sus inmediaciones y varios aserraderos, siendo capital la explotación del castaño en dicha actividad. Se cuenta que muchos robles de la zona se usaron en la construcción naval posiblemente de la "Armada Invencible".